# Heinz Dähnhardt
John Heinrich Otto Viktor „Heinz“ Dähnhardt (* 14. Juli 1897 in Berlin-Wilmersdorf; † 30. Oktober 1968 in Flensburg) war ein deutscher Journalist, politischer Multifunktionär der bündischen Jugendbewegung, Dozent der Erwachsenenbildung, führendes Mitglied der Konservativen Volkspartei und Beamter im nationalsozialistischen Erziehungsministerium.

## Leben

### Weltkriegsteilnahme, Freikorps und Studium
Der Sohn des Vizeadmirals Harald Heinrich Dähnhardt, eines Mitbegründers der Deutschen Vaterlandspartei, besuchte das Städtische Werner-Siemens-Realgymnasium in Berlin-Schöneberg. Er legte am 8. August 1914 das Notabitur ab und wurde als Kriegsfreiwilliger ab September 1914 beim 5. Garde-Regiment zu Fuß in Ostpreußen, Polen und Russland eingesetzt. Im Juni 1915 zog er sich durch eine Nervenlähmung ein Gelenkleiden zu, das zu einer dauerhaften Gehbehinderung und damit zu seiner Entlassung aus dem Heer führte.
Mit Beginn des Sommersemesters 1915 studierte Dähnhardt Germanistik und Geschichte an der Universität Berlin. Daneben unterrichtete er bis September 1917 als Schulhelfer an seiner alten Schule. Er engagierte sich außerdem in der studentischen Selbstverwaltung. Er war Mitglied des Deutschvölkischen Studentenverbandes und 1. Vorsitzender des Allgemeinen Studierendenausschusses der Universität Berlin. Im September 1917 ließ er sich versuchsweise wieder einberufen und meldete sich im Januar 1918 freiwillig an die Front. Er wurde im Januar 1919 als Vizefeldwebel der Reserve zum Wohnsitz seiner Eltern in Altona entlassen.
Im März 1919 schloss sich Dähnhardt als Zeitfreiwilliger der Freiwilligen Wachabteilung Bahrenfeld an und wurde im April und Juni 1919 bei der Niederschlagung revolutionärer Unruhen in Hamburg eingesetzt. Seit August 1919 nannte sich das dieses Freikorps Zeitfreiwilligenkorps Groß-Hamburg („Die Bahrenfelder“). Am 15. März 1920 schloss er sich der Reichswehr-Brigade 9 in Schwerin unter General Paul von Lettow-Vorbeck an, die den Kapp-Putsch unterstützte. Zugleich setzte er seit April 1919 sein Studium an der Universität Hamburg fort, das er im Februar 1926 abschloss. 1927 promovierte er mit einer Studie über Joseph Görres’ politische Frühentwicklung (1776–1805) bei Max Lenz.

### Funktionär der bündischen Jugendbewegung und der Volkskonservativen
Als Schüler hatte Dähnhardt dem Deutschen Pfadfinderbund angehört. 1919 trat er dem Deutschnationalen Jugendbund (DNJ) und dem Jungdeutschen Bund bei. Er gehörte im August 1921 zu den Mitbegründern des Jungnationalen Bundes (Junabu), dessen Abspaltung vom DNJ er entscheidend vorangetrieben hatte, und wurde dessen erster Bundesführer. Er übergab 1922 die Führung des Junabu an den nationalrevolutionären Hans Ebeling, übernahm 1924 aber wieder die interimistische Führung, als nach Konflikten um die politische Ausrichtung des Bundes Ebeling einen Teil des Junabu als eigenständigen Bund abspaltete.
Dähnhardt stand dem Deutschnationalen Handlungsgehilfenverband (DHV) nahe. Von Mai 1919 bis Mai 1921 arbeitete er als Mitglied des Arbeitsamtes der vom DHV finanzierten Fichte-Gesellschaft von 1914 in Hamburg in deren Volksbildungs- und Jugendarbeit. Er publizierte außerdem regelmäßig in der DHV-Zeitschrift Deutsches Volkstum. Die Fichte-Gesellschaft von 1914 hatte 1916 außerdem eine eigene „Fichte-Hochschule“ gegründet, die vom DHV in Hamburg finanziert wurde und das nationalistische, antiliberales, antimarxistische und antikapitalistische Gedankengut dieser Gesellschaft verbreitete. Dähnhardt war von 1926 bis 1934 Leiter der Reichsgeschäftsstelle der Fichte-Gesellschaft von 1914 und Volkshochschulreferent der Fichte-Schule. Er überführte den Sitz der Vereinigung und die Fichte-Schule 1926 ins Spandauer Evangelisches Johannesstift Berlin.
Dähnhardt kandidierte 1928 für die DNVP bei den Reichstags- und Landtagswahlen. Als Geschäftsführender Vorsitzender der Christlich-Sozialen Reichsvereinigung (seit August 1929) gehörte er innerhalb der Partei dem evangelischen Arbeitnehmerflügel an. Er war maßgeblich an der Abspaltung dieses Flügels der DNVP beteiligt und wurde Hauptgeschäftsführer der am 23. Juni 1930 gegründeten Konservativen Volkspartei. Seit Februar 1931 war er außerdem Mitglied und seit 5. Juni 1932 Sprecher der Führerringes der Volkskonservativen Vereinigung. Von Juni 1932 bis März 1933 schließlich war er Vorsitzender der Partei, die sich nun Volkskonservative Partei nannte.
Von 1927 bis 1932 saß Dähnhardt im Vorstand des Reichsausschusses der deutschen Jugendverbände. Seit 1929 war er dessen erster Vorsitzender. Er gab die Zeitschriften des Junabu, den Bannerträger und die Jungnationalen Stimmen, heraus und seit 1930 bis zum 31. März 1933 auch die Volkskonservative Stimme.
Dähnhardt arbeitete an einem politischen Netzwerk mit, das Reichskanzler Kurt von Schleicher 1932 zu knüpfen versuchte. Mit dem Ziel einer politischen „Querfront“ hatte das Reichswehrministerium enge Beziehungen zur Jugendbewegung gesucht und dabei vor allem durch Dähnhardt eine ständige Verbindung zum Reichsausschuss der deutschen Jugendverbände gepflegt. Über den Reichsausschuss nahmen die „jungen Leute“ Schleichers Anfang Oktober 1932 Kontakte zur Linken auf, die über den Geschäftsführer des Reichsausschusses, den Sozialdemokraten Hermann Maaß, liefen.

### Ministerialbeamter während des Nationalsozialismus
Zum 1. Mai 1933 trat Dähnhardt in die NSDAP (Mitgliedsnummer 2.656.910) und die SA ein. Er wurde zum 1. April 1934 zum kommissarischen Dozenten für geschichtliche Bildung an der Hochschule für Lehrerbildung in Cottbus berufen. Vom 1. Oktober 1934 an war er an das Reichsministerium für Wissenschaft, Erziehung und Volksbildung abgeordnet, wo er am 20. August 1937 zum planmäßigen Oberregierungsrat berufen wurde. Im Ministerium arbeitete Dähnhardt als Fachreferent für Erwachsenenbildung und Volksbüchereiwesen; 1938 wurde er außerdem Vorsitzender des Reichsprüfungsamtes für das Büchereiwesen. In dieser Funktion prägte er maßgeblich die Richtlinien des nationalsozialistischen Büchereiwesens, die eine „Säuberung“ der Büchereibestände, gefolgt von einem reichseinheitlichen Aufbau im Sinne der NS-Kulturpolitik vorsahen.

### Journalist und Mitarbeiter der Erwachsenenbildung
Im April 1945 floh Dähnhardt aus Berlin nach Hamburg-Bergedorf. Er wurde als „Mitläufer“ (Kat. IV) entnazifiziert und arbeitete von 1948 bis 1953 als Journalist und Redaktionsmitglied beim von Hanns Lilje herausgegebenen Sonntagsblatt in Hamburg. Als Hans Zehrer als Chefredakteur vom Sonntagsblatt zur Tageszeitung Die Welt wechselte, übernahm Dähnhardt kurzzeitig die Schriftleitung. Zehrer holte ihn bald darauf als Leiter der Kulturredaktion zur Welt nach. Vom 28. Oktober 1954 bis zu seiner Pensionierung am 2. Februar 1968 war Dähnhardt Direktor der Grenzakademie Sankelmark bei Flensburg und leitete die Pädagogische Arbeitsstelle des Deutschen Grenzvereins.
Dähnhardt wirkte 1947 maßgeblich am Aufbau des Freideutschen Kreises mit, einer Art Auffangorganisation für ehemalige Angehörige der Jugendbewegung der Weimarer Republik. Zwischen 1962 und 1968 gehörte er dem Fernsehrat des ZDF an. 1965 bis 1968 war er außerdem Mitglied der Propsteisynode in Schleswig-Holstein. Er wurde 1968 mit dem Großen Verdienstkreuz des Verdienstordens der BRD ausgezeichnet.

## Veröffentlichungen
- Jungnationaler Wille und Glaube. Heinz-Dietrich Wendland. Selbstverlag des (Jungnationalen) Bundes (Druck in der Hanseatischen Verlagsanstalt), (Hamburg) (1921).
- Die Bahrenfelder. Geschichte des Zeitfreiwilligenkorps Gross-Hamburg in den Jahren 1919/20. Alster, Hamburg 1925.
- Die jungnationale Bewegung. In: Die neue Jugend. Band 1, 1927, S. 46–56.
- mit Werner Pleister: Der deutsche Sprechrohr. 2. Auflage. Hanseatische Verlagsanstalt, Hamburg 1934.
- Die Welt des Buches. Eine Kunde vom Buch. W. Langewiesche-Brandt, Ebenhausen bei München 1942.
- Die öffentlichen Büchereien im totalen Kriege der Nation. Radelli & Hille, Leipzig 1943.
- Romantik. [Vortrag, gehalten in Loccum vor dem Freideutschen Konvent]., Loccum 1959.
- Welches Bildungsziel enthält jugendverbandliche Arbeit in der modernen Gesellschaft? Vortrag. [Heinz Dähnhardt]. Landesjugendring Schleswig-Holstein, Kiel 1959.
- mit Johannes Meyer und Gert Roßberg: Bundesrepublik Deutschland aktuell. Wolff, Flensburg 1968.